# 高木元
高木 元（たかぎ げん、1955年1月17日 - ）は、日本の日本文学研究者。専門は日本近世文学、特に19世紀文学。

## 来歴
1973年、東京都立大学附属高等学校卒業、1974年、東京都立大学経済学部入学、1975年、東京都立大学人文学部（文学科国文学専攻）へ転部し、1979年卒業。
明治学院中学校・東村山高等学校教諭を経て、1987年、東京都立大学大学院人文科学研究科（国文学専攻）修士課程修了。1989年、日本古典文学会賞を受賞。1990年、同大学大学院人文科学研究科（国文学専攻）博士課程単位取得満期退学、愛知県立大学文学部講師。1993年、愛知県立大学文学部助教授。1994年、「江戸読本の研究―十九世紀小説様式攷」で博士（文学）東京都立大学。2000年、千葉大学文学部教授。2015年、大妻女子大学文学部教授。2020年、千葉大学名誉教授。2023年、大妻女子大学退職。

## 著書

### 単著
- 『江戸読本の研究：十九世紀小説様式攷』ぺりかん社、1995年10月。ISBN 4-8315-0677-X

### 共著
- 『日本大学総合図書館蔵：馬琴書翰集』八木書店、1992年11月。ISBN 4-8406-9084-7
- 『山東京山伝奇小説集』（江戸怪異綺想文芸大系4）国書刊行会、2003年1月。ISBN 4-336-04274-8
- 『開化風俗誌集』（新日本古典文学大系・明治編1）岩波書店、2004年2月。ISBN 4-00-240201-0

### 校訂
- 『中本型読本集』（叢書江戸文庫25）国書刊行会、1988年1月